# Francis Moreau
Pour les articles homonymes, voir Moreau.
Francis Moreau est un ancien coureur cycliste sur piste et sur route français, né le 21 juillet 1965 à Saint-Quentin. Professionnel de 1989 à 2000, il a notamment été champion olympique de poursuite par équipes avec Christophe Capelle, Philippe Ermenault, Jean-Michel Monin, lors des Jeux olympiques de 1996 à Atlanta, et champion du monde de poursuite en 1991.

## Palmarès sur piste

### Jeux olympiques
- Atlanta 1996
  -  Champion olympique de poursuite par équipes (avec Christophe Capelle, Philippe Ermenault et Jean-Michel Monin)
  - 5e de la course aux points

### Championnats du monde
- Maebashi 1990
  -  Médaillé d'argent de la poursuite individuelle
- Stuttgart 1991
  -  Champion du monde de poursuite individuelle
  -  Médaillé d'argent de la course aux points
- Palerme 1994
  -  Médaillé d'argent de la poursuite individuelle
- Manchester 1996
  -  Médaillé d'argent de la poursuite par équipes
  -  Médaillé de bronze de la poursuite individuelle
- Bordeaux 1998
  -  Médaillé d'argent de la poursuite individuelle
- Berlin 1999
  -  Médaillé d'argent de la poursuite par équipes

### Coupe du monde
- 1999
  - 1er de la poursuite individuelle à Mexico
  - 1er de la poursuite par équipes à Mexico (avec Philippe Ermenault, Cyril Bos et Damien Pommereau)
  - 2e de la poursuite par équipes à San Francisco
- 2000
  - 2e de la poursuite individuelle à Moscou
  - 3e de la poursuite par équipes à Moscou

### Championnats de France
- 1993
  - 3e de la poursuite individuelle
- 1994
  - 2e de la poursuite individuelle
- 1995
  - 2e de la poursuite individuelle
  - 3e de la course aux points
- 1998
  -  Champion de France de poursuite individuelle
- 1999
  - 2e de la poursuite individuelle
  - 2e de la course aux points
- 2000
  -  Champion de France de poursuite par équipes (avec Philippe Gaumont, Robert Sassone et Damien Pommereau)

### Record
- Record olympique du 4 kilomètres de poursuite par équipes départ arrêté : 4 min 05 s 930, le 27 juillet 1996 à Atlanta.

## Palmarès sur route

### Palmarès amateur
| - 1984 - 2e étape des Trois Jours de Marcoing (contre-la-montre) - 1985 - 6e étape du Ruban granitier breton - 2e étape des Trois Jours de Cherbourg (contre-la-montre) - 2e des Trois Jours de Cherbourg - 1986 - 6ea étape du Tour des régions italiennes | - 1987 - 1re étape du Circuit de la Sarthe (contre-la-montre) - 2e du championnat de France du contre-la-montre par équipes - 1988 - 2e du Grand Prix de la ville de Pérenchies |  |

### Palmarès professionnel
| - 1989 - Prix Fréquence-Nord - 1re étape du Tour de la Communauté européenne - 1990 - Prix Fréquence-Nord - 1re étape de Paris-Nice (contre-la-montre) - 1rea étape de la Semaine catalane (contre-la-montre) - 2e du Chrono des Herbiers - 2e du Duo normand (avec Laurent Pillon) - 1991 - 1re étape du Tour de l'Oise - 6eb étape du Grand Prix du Midi libre - 3e du Tour de l'Oise - 1992 - 3e étape du Critérium international (contre-la-montre) - 1993 - Paris-Bruxelles - 5e étape du Tour de Suède (contre-la-montre) - 2e du Tour de Suède - 3e du Tour du Poitou-Charentes | - 1994 - 2e du Grand Prix des Nations - 1995 - À travers le Morbihan - 1996 - 2e de la Côte picarde - 9e de Paris-Roubaix - 1998 - 3e du Duo normand (avec David Millar) - 2000 - Grand Prix de Lillers |  |

### Résultats sur les grands tours

#### Tour de France
7 participations
- 1990 : hors délais (11e étape)
- 1991 : 132e
- 1992 : abandon (11e étape)
- 1993 : abandon (15e étape)
- 1994 : 113e
- 1995 : hors délais (15e étape)
- 1996 : hors délais (6e étape)

#### Tour d'Italie
2 participations
- 1989 : abandon
- 1993 : 95e

#### Tour d'Espagne
1 participation
- 1997 : 91e

### Distinction
- Prix Emmanuel Rodocanachi de la meilleure équipe française sportive de l'année, décerné par l'Académie des sports